# Ataconador
Un ataconador és un menestral que tenia l'ofici d'ataconar o adobar sabates velles.
N'hi havia, per exemple, quatre a la ciutat de Lleida, al segle xv.
També foren anomenats sabaters de vell.